# Hammond (Luisiana)
Hammond es una ciudad ubicada en la parroquia de Tangipahoa en el estado estadounidense de Luisiana. En el Censo de 2010 tenía una población de 20019 habitantes y una densidad poblacional de 551,39 personas por km².

## Geografía
Hammond se encuentra ubicada en las coordenadas 30°30′20″N 90°27′23″O / 30.50556, -90.45639. Según la Oficina del Censo de los Estados Unidos, Hammond tiene una superficie total de 36.31 km², de la cual 36.3 km² corresponden a tierra firme y (0.03%) 0.01 km² es agua.

## Demografía
Según el censo de 2010, había 20019 personas residiendo en Hammond. La densidad de población era de 551,39 hab./km². De los 20019 habitantes, Hammond estaba compuesto por el 48.57% blancos, el 47.52% eran afroamericanos, el 0.23% eran amerindios, el 1.47% eran asiáticos, el 0.05% eran isleños del Pacífico, el 1.03% eran de otras razas y el 1.11% pertenecían a dos o más razas. Del total de la población el 3.31% eran hispanos o latinos de cualquier raza.